# فدوتوو
فدوتوو (به انگلیسی: Fedotovo) یک فرودگاه نظامی است که یک باند فرود بتن دارد و طول باند آن ۳۵۰۰ متر است. این فرودگاه در کشور روسیه قرار دارد و در ارتفاع ۱۷۵ متری از سطح دریا واقع شده است.